# Franz Schlüter
Franz Schlüter (* 17. Dezember 1925 in Bocholt; † 3. März 2006) war ein deutscher Politiker der CDU.

## Ausbildung und Beruf
Franz Schlüter besuchte die Volksschule und das Gymnasium, das er mit dem Abitur abschloss. Er absolvierte eine Schreinerlehre, die er mit der Gesellenprüfung beendete. Nach der Ausbildung an der Berufspädagogischen Akademie war er zunächst Gewerbelehrer dann Gewerbeoberlehrer, Berufsschuldirektor und schließlich Oberstudiendirektor der berufsbildenden Schulen in Wipperfürth.

## Politik
Franz Schlüter war ab 1962 Mitglied der CDU. Ab 1965 war er Vorsitzender des Stadtverbandes Wipperfürth. Als Kreisverbandsvorstandsmitglied der CDU für den Rheinisch-Bergischen Kreis war er ab 1966 tätig.
Franz Schlüter war vom 26. Juli 1970 bis zum 27. Mai 1975 direkt gewähltes Mitglied des 7. Landtages von Nordrhein-Westfalen für den Wahlkreis 028 Rheinisch-Bergischer Kreis II.